# Gołąbki
Los gołąbki (singular: gołąbek, diminutivo de gołąb, ‘pichón’, por su forma), también golumpki, son un tipo de repollo relleno tradicional de la cocina polaca. Consisten en hojas de repollo ligeramente cocidas que se envuelven formando paquetitos rellenos de carne de cerdo o ternera, cebolla picada, arroz o cebada. La mayoría de las veces de hornean y refríen con una salsa de tomate picante o agridulce. En República Dominicana, este plato se le llama "niño envuelto". Es importante destacar que otros países llaman niño envuelto a otro plato basado en lajas finas de carne.
Una leyenda popular polaca cuenta que el gran duque de Lituania y rey de Polonia Casimiro IV Jagellón alimentó a su ejército con gołąbki antes de una batalla crucial ante el castillo de Mariemburgo (Malbork) contra la Orden Teutónica alrededor de 1465. El ejército polaco venció y dicha victoria se acreditó en parte a la fuerza proporcionada por los gołąbki. Sin embargo, el castillo no se conquistó hasta más adelante.